# Antonio Maria Rinaldi
Antonio Maria Rinaldi (ur. 27 lutego 1955 w Rzymie) – włoski ekonomista, nauczyciel akademicki, komentator i polityk, poseł do Parlamentu Europejskiego IX kadencji.

## Życiorys
Absolwent ekonomii na Uniwersytecie LUISS w Rzymie. Pracował w bankowości, później był urzędnikiem w instytucji Consob, włoskim regulatorze rynków finansowych. Następnie zatrudniony m.in. w koncernie Eni, gdzie zajmował się sprawami finansowymi. Zajął się też działalnością akademicką. Wykładał finanse przedsiębiorstw na Università degli Studi „Gabriele d'Annunzio”, został także wykładowcą ekonomii politycznej na Link Campus University w Rzymie.
Propagator poglądów eurosceptycznych, zyskał rozpoznawalność jako komentator w programach telewizyjnych. Autor lub współautor publikacji: Il Fallimento dell'Euro? (2011), Europa Kaputt,(s)venduti all'euro (2013) i La Sovranità appartiene al Popolo o allo per spread? (2018).
Związał się z Ligą Północną; w wyborach w 2019 z ramienia tego ugrupowania uzyskał mandat eurodeputowanego IX kadencji.